# AlloCiné
AlloCiné là một tổ chức cung cấp dịch vụ thông tin về điện ảnh Pháp, đặc biệt tập trung vào quảng bá các sản phẩm mới kèm thông tin về đĩa DVD. Ban đầu, tổ chức này là một đơn vị cung cấp dịch vụ qua điện thoại, về sau mở rộng thêm phạm vi hoạt động lên Internet qua website alloCiné.fr - nơi cung cấp nhiều thông tin về các phim được phát hành tại Pháp. Năm 2005, AlloCiné bắt đầu cung cấp thông tin về các chương trình truyền hình.
AlloCiné ra mắt năm 1993. Công ty lần lượt bị Canal+ và Vivendi Universal mua lại vào các năm 2000 và 2002. Từ tháng 6 năm 2007, AlloCiné thuộc sở hữu của Tiger Global - một quỹ đầu tư Mỹ (thành viên của Tiger Management). Trụ sở đặt tại Đại lộ Champs-Élysées, Paris, Pháp.

### Sách
- Derval, Diana (2006). Wait marketing: communiquer au bon moment, au bon endroit. Paris: Eyrolles. tr. 90–92. ISBN 2-7081-3776-X.